# 日耳曼历史文献
日耳曼历史文献（Monumenta Germaniae Historica，MGH）是一部記載罗马帝国末期至1500年期間的西北歐和中欧历史的一次文献，它由年代记和檔案組成。1819年，海因里希·弗里德里希·卡尔·冯·施泰因帝国男爵在汉诺威創立一個與日耳曼历史文献同名的文獻出版協會。第一卷于1826年出版。1935年，MGH被政府接管，并更名为德国历史研究所 （Reichsinstitut für ältere deutsche Geschichtskunde）。第二次世界大战结束时被废除。後來在奧地利科學院的支持下該機構重建並且恢復舊名Monumenta Germaniae Historica。1967年，該機構搬入巴伐利亞國立圖書館大楼。 2004年，MGH在德国科学基金会的支持下推出在線版文獻。